# مسننات الأجنحة
المسننات الجناحية (الاسم العلمي: Odonatoptera) هي طبقة من الحشرات تتبع صنف قديمة الأجنحة.	وهي طبقة (تُعامل أحيانًا بوصفها رتبة) لحشرة قديمة مجنحة وجدت ضم قديمات الأجنحة التي يحتمل كونها من مجموعة شبه عرقية على الرغم من ذلك. وتُعتبر حشرات اليعسوب وحشرات الرعاشة الأعضاء الوحيدة المتبقية على قيد الحياة من هذه المجموعة، وتنوعت بمستوى كبير في فصائل العصر القديم وفصائل الحشرات العملاقة، التي تشمل حشرات الغريفن (التي يُطلق عليها في اللغة الدارجة اسم «اليعاسيب العملاقة»، على الرغم من عدم كونها من اليعاسيب بالتعبير الدقيق) من رتبة Protodontata. وتعود تواريخ السلالة الأصلية إلى العصر البشكيري، على الأقل 320 مليون سنة.

## النظاميات الحيوية والتصنيف
هناك إجماع قليل عن علاقات أودانوتوبتيرا. ولكن الأمر الأكيد هو أن هذه الحشرات فرع حيوي من الحشرات المجنحة التي لا تنتمي لمجموعة نيوبتريا. إلا أن العديد من تحليلات المؤلفين خلصت إلى أي من علوم الوراثة العرقية الثلاثة الحصرية المشتركة أو أي من متغيراتها: وجهة النظر الأقل تعقيدًا من منظور (تصنيفي تشير إلى أن أودانوتوبتيرا هي التصنيف الشقيق للتصنيف ذباب مايو (سلالة ذباب مايو)، وباليوديكتوبتيريدا إما التصنيف الشقيق لها وإما بسلي جميعها في باليوبتيرا أحادية النمط الخلوي. إلا أن القليل من البحوث الحديثة تدعم هذه النظرية. وبدلاً من هذا فإنه يبدو من المحتمل أن تكون الأودوناتوبتيرا هي تصنيف شقيق لنيوبتيرا مما يجعل مجموعة الباليوبتيرا "مجموعة عرقية. بينما تعتبر وجهة النظر الثالثة أن سلالة ذبابة مايو شقيقة مجموعات النيوبتيرا، باعتبار أن الأدوناتوبتيرا هي الأصل الأولي للحشرات المجنحة، ومع ذلك فقد لاقت وجهة النظر هذه دعمًا قليلاً في العقود الأخيرة.
ومع أن الأنواع الفرعية لهذا الترتيب الرئيسي تقع محل نزاع كبير يصعب حله، إلا أن الأفرع الأولية تبدو ثابتة إلى حد كبير الآن. وقد تم التعرف على ستة ترتيبات، بالإضافة إلى عائلات صنف غير محدد و«عائلة أخرى» ليست بالتأكيد من أحادية النمط الخلوي. هذه التصنيفات مرتبة من الأقدم إلى الأكثر تطورًا:
- الرتبة جيروبتيرا (حفرية)
- العائلة «إيراسبتيريدا»(حفرية، من المحتمل أن تكون شبه عرقية)
- الرتبة بروتودوناتا (أو ميجانيسوبتيرا) «ذباب الغريفن» أو «اليعاسيب» (حفرية)
- فصيلة منحنيات الأجنحة (حفرية)"- OrgDiversEvol2:313.;
- العائلة لابيريدي (حفرية)
- الرتبة بروتانيسوبتيرا (حفرية)
- الرتبة ترادوفليبيوبتيرا (حفرية)
- الرتبة بروتوزيجوبتيرا (تشمل أركيزوجوبتيرا) (حفرية)
- رتبة اليعسوبيات وحشرات الرعاش الصغيرة

في بعض المناقشات تم توسيع رتبة الأودوناتا لتشمل جميع هذه التصنيفات باستثناء «إيراسبتيريدا» وجيروبتيرا وبروتودوناتا، ويتم التعامل مع هذه المجموعة على أنها سلالة غير مصنفة سلالة أودوناتوكلادا في المخطط المستخدم هنا. وعندما يتم تعريف الأودوناتا بشكل غير دقيق، فإن المصطلح فكرة الأودوناتا يُستخدم بدلاً من «أدوناتوبترا»;.